# タクティクスフォーミュラ
『タクティクスフォーミュラ』（Tactics Formula）は、セガより発売されたセガサターン用F1ボードゲームである。
開発は株式会社アキ（現：シンソフィア）が担当している。1997年10月9日に日本で発売した。

## 概要
タイトルに「フォーミュラ」とつくので、リアルタイムに操縦し、競うレースゲームを思い浮かべるが、このゲームはボードゲームであり、他のレースゲームにあるようなリアルタイム性はなくタクティクス要素が強い作品である。
『フォーミュラ・デー』というボードゲームが実在しており、このボードゲームの要素を元に、コンピューターゲームならではの要素を追加したような形で楽しめる作品となっている。

## 内容
モードは『ワールドグランプリ』、『マルチプレイ』、『チームエディット』、『オプション』の4種類ある。

### ワールドグランプリ
各国で開催されるF1レースに参加して競うことのできるモード。CPUの強さを「ビギナー」と「ノーマル」から選ぶことができる。